# لی‌چی

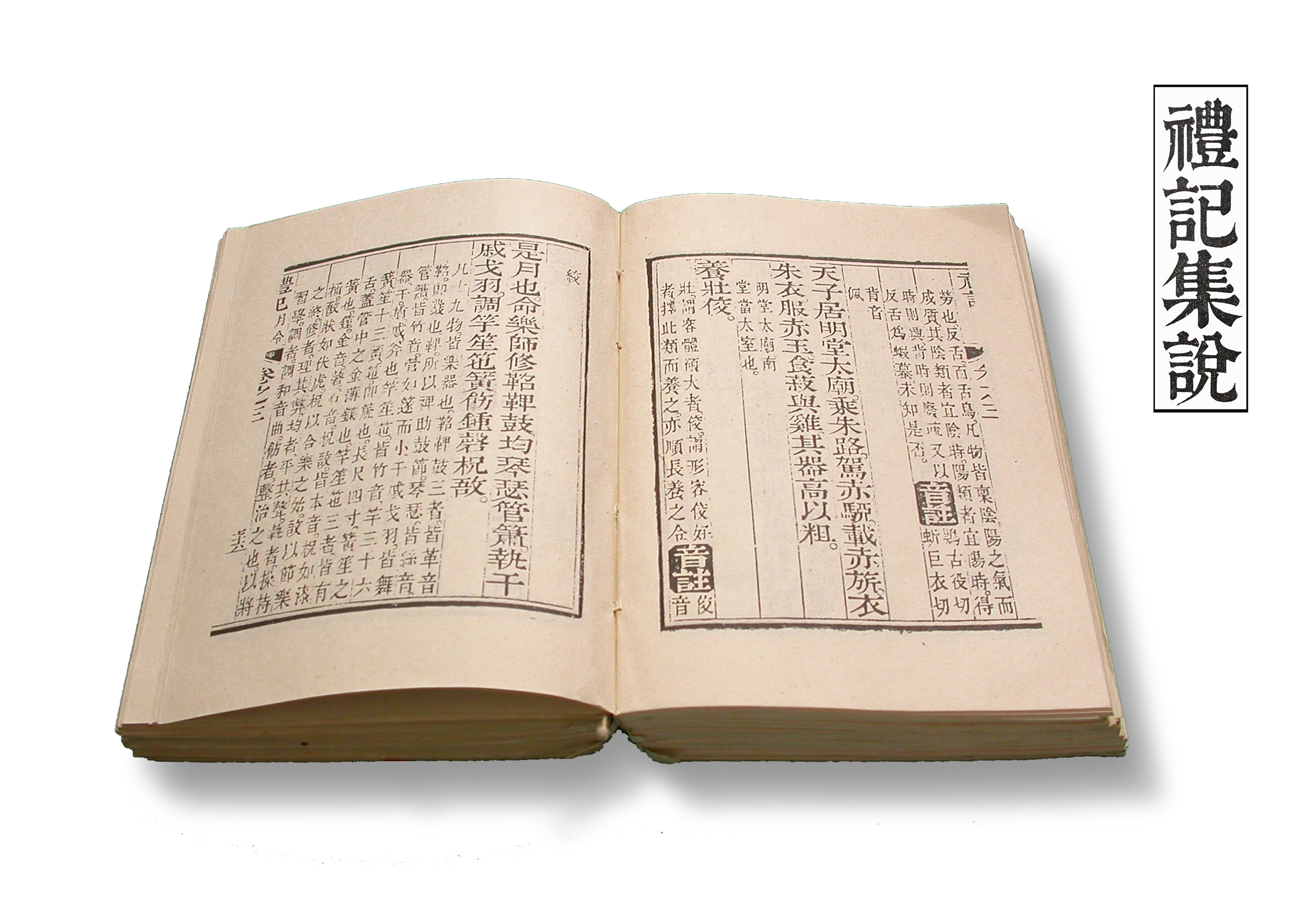
کتاب شعائر

کتاب شعائر یا کتاب آداب (چینی سنتی:禮記؛ چینی ساده شده:礼记؛ آوانوشت:لی‌چی) یکی از پنج کتاب اصلی آئین کنفسیوس است. این کتاب دربردارنده گفتارهایی در بیان مسائل اجتماعی، نظام حکومتی و شعائر باستانی دودمان چو است. متن این کتاب، بنا به باور عامه، توسط کنفسیوس نوشته شده است؛ هرچند به احتمال قوی، در دوران حکومت دودمان هان مورد ویرایش و بازنویسی قرار گرفته است.